# Historia de Armenia

Actual Escudo de Armenia, resumen de gran parte de su historia. En los cuarteles del escudo figuran los escudos de cuatro dinastías históricas: Bagrátida, en el primer cuartel; Artáxida, en el segundo; Arsácida, en el tercer cuartel y, en el cuarto el de la dinastía Rubénida.

La historia de Armenia consiste en los tópicos relacionados con la historia de la República de Armenia, al pueblo armenio, el idioma armenio, y las regiones histórica y geográficamente consideradas armenias. 
Armenia yace entre las montañas bíblicas del monte Ararat. El nombre original del país era Hayk, después Armenia (armenio: Հայաստան), traducido como 'La tierra de Hayk', que deriva de Hayk y del sufijo persa: '-stán' ("tierra"). El enemigo histórico de Hayk (el líder legendario de Armenia) era Bel, o propiamente dicho Baal (Afín acadio Bēlu). 
Esta se inicia con las culturas neolítica del sur del Cáucaso, tales como la cultura Shulaveri-Shomu, seguido de las culturas Kura-Araxes y Trialeti en la llamada edad de bronce. 
La Edad de Hierro duró desde el IX a. C. hasta el 585 a. C. con el Reino de Urartu, cuando fue sustituido por la dinastía Oróntida. Tras el dominio del imperio persa y del imperio macedonio, la Dinastía Artáxida dio origen al Reino de Armenia en el año 190 a. C. Este reino tuvo su máxima influencia durante el reinado de Tigranes II, antes de caer bajo el dominio romano. 
En el año 301, la Armenia arsácida fue la primera nación soberana en aceptar el cristianismo como religión de estado y esta unión entre estado y religión se mantendría hasta la actualidad, pues la Iglesia apostólica armenia siempre ha sido una gran defensora del nacionalismo armenio. Los armenios cayeron más tarde bajo dominio de los bizantinos, y la hegemonía islámica, pero restableció su independencia con la dinastía Bagrátida. Después de la caída del reino en 1045, y la posterior conquista de Armenia por parte de los turcos selyúcidas en 1064, los armenios establecieron un reino en Cilicia, donde establecieron relaciones cordiales con los europeos y prolongada su existencia como entidad independiente hasta 1375. 
La llamada Gran Armenia fue más tarde dividida entre el Imperio otomano y el Imperio ruso. A finales del siglo XIX y principios del XX los armenios sufrieron un genocidio por parte de los otomanos. Como resultado, 1,5 millones de armenios fueron asesinados, y el resto de los armenios occidentales se dispersaron por todo el mundo a través de Siria y el Líbano.
La actual Armenia, cuyo territorio actual corresponde a gran parte de Armenia oriental, obtuvo la independencia una vez más en 1918, con el establecimiento de la República Democrática de Armenia, y luego en 1991, con la República de Armenia.

## Orígenes
El idioma armenio es una rama aislada del grupo lingüístico indoeuropeo. Si, en la mayoría de los idiomas, la palabra "armenios" se utiliza para describir a estas personas, los armenios se denominan a sí mismos "Hay" (en alfabeto armenio: "Հայ" en plural: "Hayer," Հայեր"). Este nombre parece provenir del héroe nacional epónimo Haïk. Además, "Armenia" es escrito "Հայաստան" en armenio, y se pronuncia "Hayastán". De acuerdo a la tradición armenia, Haïk es hijo de Torgom (Bet Togarma en la Biblia), hijo de Gomer (Cimerios), hijo de Jafet, que es un hijo de Noé, y los armenios han habitado la región al pie del monte Ararat, después del Diluvio. En la biblia (Jeremías 51:27) los maneanos son llamados Minni(מנּי). En la Enciclopedia Judía (1906), Minni es identificado con Armenia:
"De acuerdo con la Peshiṭta y Targum Onkelos, la "Minni" de la biblia (Jer. li. 27) es Armenia—o alguna parte de tal país, también Ararat es mencionado (Isa. xxxvii. 38; II Reyes xix. 37) como una parte de Armenia."

## Prehistoria
El altiplano armenio muestra huellas de asentamiento de la época neolítica. Los arqueólogos se refieren a la cultura Shulaveri-Shomu de la región de Transcaucasia central como la primera cultura conocida en la zona, fechada aproximadamente entre el 6000 y el 4000 a. C. 

### Edad de Bronce
Otra cultura primitiva ha sido llamada la cultura Kura-Araxes, asignada al periodo (IV milenio a. C. - siglo XXII a. C.), y más tarde desarrollada en la cultura Trialeti (siglo XXII a. C.- siglo XV a. C.).
Entre los años 1500 y 1200 a. C., la cultura Hayasa-Azzi existía en la mitad occidental de la Altiplanicie armenia, con frecuentes enfrentamientos con el Imperio hitita. Entre el 1200 a. C. y el año 800 a. C., la mayor parte de Armenia fue unida bajo una confederación de reinos, que las fuentes asirias llamaron Nairi ("tierra de los ríos", en asirio). 

### Edad de Hierro

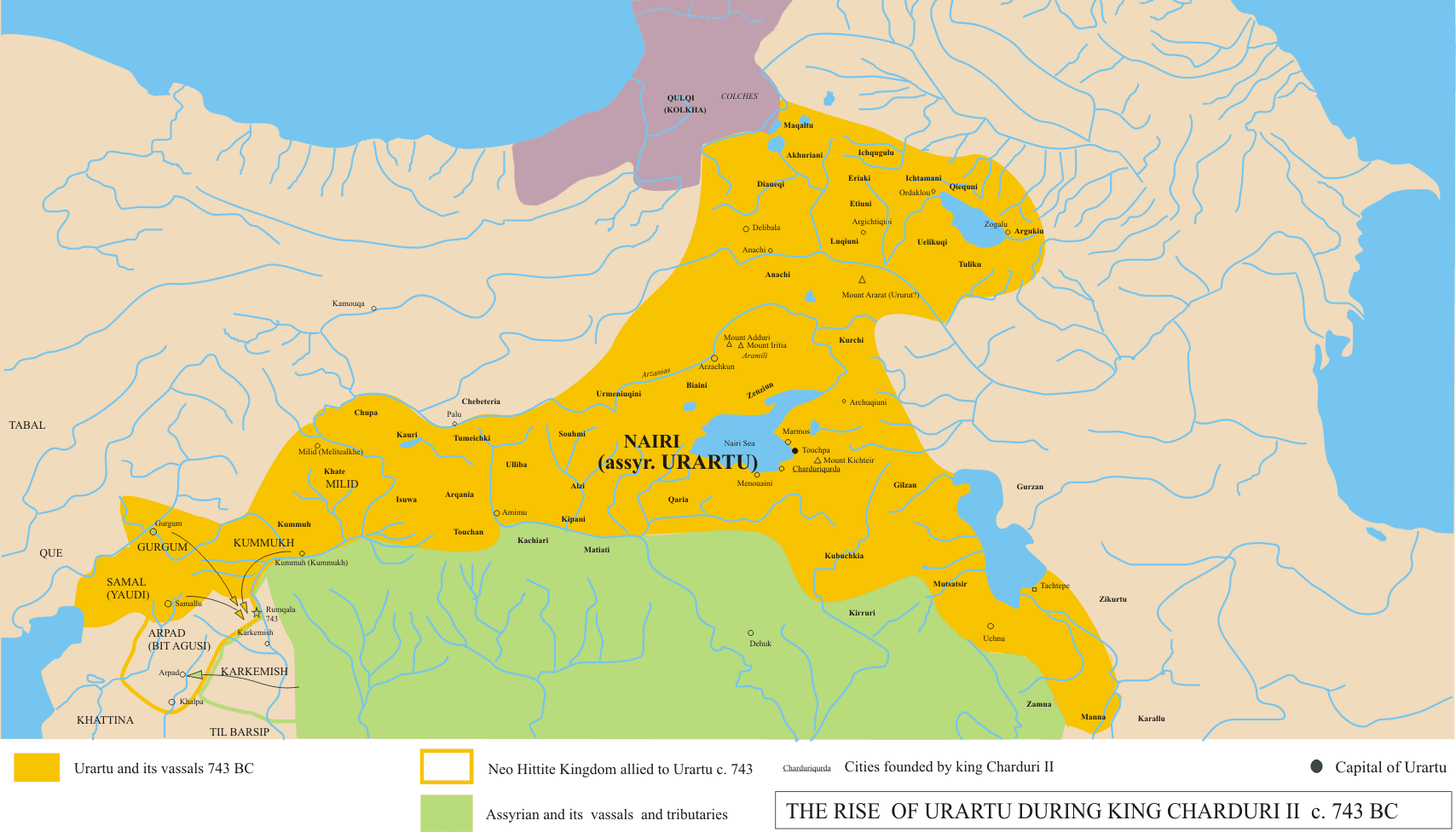
El reino de Urartu en la época de Sardur II en el año 743 a. C.

El Reino de Urartu floreció en el Cáucaso y la parte oriental Asia Menor entre el siglo XIX a. C. y el 585 a. C. en el Altiplano Armenio. El fundador del Reino de Urartu, Arame, unió todos los principados del altiplano armenio y se entregó a sí mismo el título de «Rey de Reyes», título tradicional de los reyes urartios. Los urartios establecieron su soberanía sobre la totalidad de Taron y Vaspurakan. El principal rival de Urartu fue el Imperio neo-asirio. 
Durante el reinado de Sardur I (834-828 a. C.), Urartu se había convertido en un estado fuerte y organizado, y se imponen impuestos a las tribus vecinas. Sardur hizo de la ciudad de Tushpa (la moderna Van) capital de Urartu. Su hijo, Ishpuini, extendió las fronteras del estado por lo que luego sería conocida como la zona de Tigranocerta y Urmia. El rey Menua (810-785 a. C.) extendió el territorio urartiano hacia el norte, hacia los campos de Araratian. Dejó más de 90 inscripciones utilizando la escritura cuneiforme mesopotámica escritas en la lengua urartiana. Otro rey, Argishti I conquistó Latakia a los hititas, y llegó a Biblos, Fenicia, construyendo Erebuni en el año 782 a. C. usando los prisioneros de guerra. 
El Imperio Asirio invadió más tarde Urartu, en el año 612 a. C., y se hizo cargo de la capital, Van, hacia 585 a. C. Este hecho terminó de manera efectiva la soberanía de Urartu.

## Antigüedad
Después de la caída de Urartu, el Reino de Armenia fue gobernado por la dinastía Oróntida, que gobierna el estado entre los años 585 y 190 a. C. Bajo esta dinastía, Armenia fue unas veces un reino independiente, y otras una satrapía del Imperio persa.

### Dinastía Artáxida
Después de la destrucción del Imperio seléucida, un estado griego helenístico sucesor de Alejandro el Grande de corta duración, fue fundado un estado armenio de corte helenístico en 190 a. C. Los primeros reyes fueron artáxidas, dinastía fundada por Artaxias I (190 a. C./189 a. C. - 160 a. C./159 a. C.). Al mismo tiempo, se creó un reino dividido e independiente en Occidente, conocido como Armenia Inferior, mientras que el principal reino adquirió el nombre de la Gran Armenia.
Con los nuevos reyes se inició un programa de expansión que iba a llegar a su cenit un siglo más tarde. Sus adquisiciones son relatadas por el historiador griego Estrabón: Zariadris conquistó Acilisene y todo el «territorio alrededor de Antitauros», es decir, posiblemente el distrito de Muzur al oeste del río Éufrates. 
Artaxias tomó tierras de los medos, los iberos, y los sirios. A continuación, tuvo enfrentamientos con los habitantes del Ponto, la Siria Seléucida y Capadocia. Fue incluido en el tratado que siguió a la victoria de un grupo de reyes anatolios sobre Farnaces I del Ponto 181 a. C., que perdió todos sus territorios en el oeste. Artaxias fue un monarca ambicioso con gran influencia en la política internacional de la época. 
En su cenit, entre el 95 y el año 66 a. C., la Gran Armenia extendió su imperio sobre partes de la región del Cáucaso y la zona que ahora es Turquía oriental y central, además del noroeste de Irán, Palestina, Siria y el Líbano, que forman el llamado segundo imperio armenio. Por un tiempo, Armenia fue uno de los estados más poderosos en el Oriente romano.
El enfrentamiento con la república Romana era inevitable, y los armenios perdieron la guerra en el 66 a. C., pero conservando su soberanía. El rey Tigranes II el Grande siguió gobernando Armenia como aliado de Roma, hasta su muerte en el 55 a. C. Más tarde, en el año 1, Armenia permanece bajo el control romano hasta el establecimiento de la dinastía arsácida.
Durante la alianza con Roma, el pueblo armenio adoptó ideas políticas, filosóficas y religiosas occidentales. Según Estrabón, todo el mundo en Armenia habla «el mismo idioma».

### Dinastía arsácida de Armenia

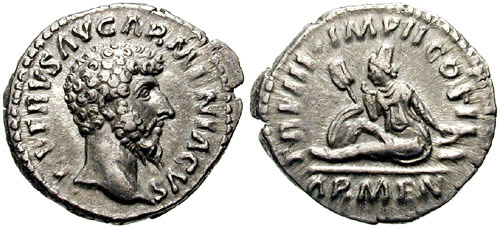
Moneda emitida para celebrar la victoria de Lucio Vero Arménico contra Vologases IV de Partia en la guerra de Armenia.

Armenia, por su posición geográfica, es a menudo un foco de la discordia entre Roma y Partia. De hecho, los partos subyugaron Armenia entre los años 37 y 47, cuando los romanos retomaron el control del reino.
Bajo la soberanía del emperador Nerón, los romanos emprendieron una campaña (55-63) contra el Imperio parto, que había invadido el reino aliado de Armenia. Después de conquistar (año 60) y de nuevo perder Armenia dos años después, los romanos enviaron legión XV Apollinaris desde Panonia a Gneo Domicio Corbulón, legado de Siria. Corbulo, con las legiones XV Apollinaris, III Gallica, V Macedonica, X Fretensis y XXII, invadió los territorios de Vologases I de Partia, que devolvió el reino armenio a Tiridates, fundador de la dinastía arsácida. 
Otra campaña fue dirigida por el emperador Lucio Vero entre los años 162 y 165, después de que Vologases IV de Partia invadiera Armenia e instalase a su fiscal general en el trono. Para contrarrestar la amenaza parta, Vero se estableció por el este. Su ejército obtuvo importantes victorias y retomaron la capital. Sohaemus, un ciudadano romano de ascendencia armenia, fue instalado como el nuevo rey de Armenia, súbdito de Roma. 
El Imperio sasánida persa ocupó Armenia en el 252 y lo mantuvo en su poder hasta la reconquista romana del 287. Un siglo después, en el año 387, el reino se dividió entre el Imperio romano Oriental y el persa. La Armenia occidental se convirtió rápidamente en una provincia del Imperio romano, bajo el nombre de Armenia Menor. La Armenia oriental seguirá siendo un reino de Persia hasta el 428, cuando la nobleza local derrocó al rey, y los sasánidas instalaron un gobernador en su lugar. 
Según la tradición, la Iglesia apostólica armenia fue creada por dos de los doce apóstoles de Jesús, Judas Tadeo y Bartolomé, que predicaron el cristianismo en Armenia entre los años 40 y 60 d. C. Entre el siglo I y el IV, la Iglesia armenia fue dirigida por los llamados patriarcas.

### Cristianización bajo la dinastía Arsácida

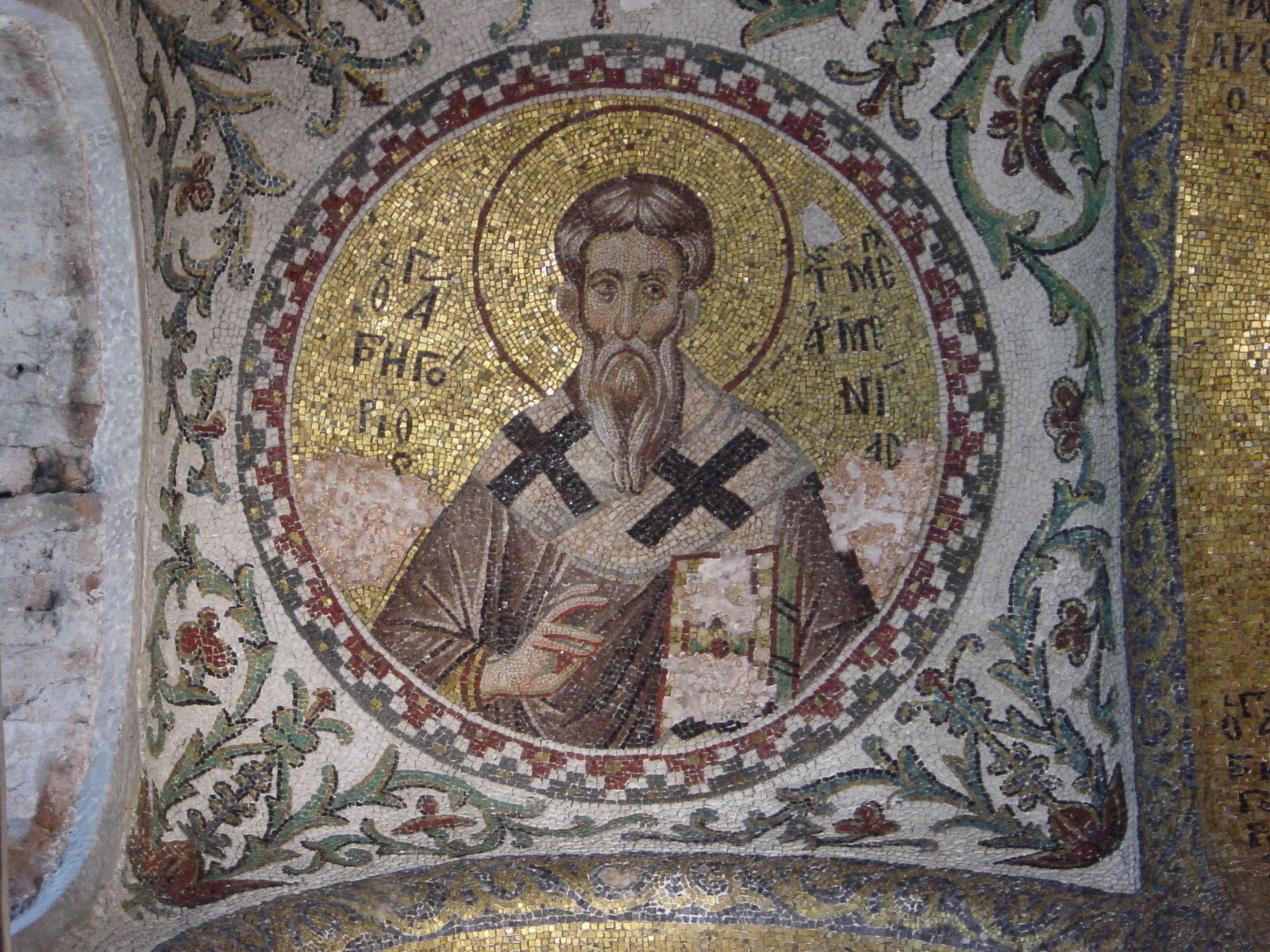
Mosaico en la iglesia de Pammacaristos de Estambul que representa a san Gregorio el iluminador.

En 301, Armenia se convirtió en la primera nación que adoptó el cristianismo como religión de estado. Se estableció una iglesia que aún existe con independencia de la católica y las iglesias ortodoxas de oriente, al rechazar el Concilio de Calcedonia en el año 451. La Iglesia Apostólica Armenia es una parte de la comunión Ortodoxa Oriental, que no debe confundirse con la ortodoxia bizantina.
El primer Catholicos de la iglesia armenia fue San Gregorio el Iluminador que, tras ser perseguido a causa de sus creencias por el rey pagano de Armenia, y exiliado en un pozo de Khor Virap, obtuvo el título de «Iluminador», al evangelizar toda Armenia, comenzando por el rey que lo había condenado.
Durante los periodos históricos de pérdida de identidad territorial, la Iglesia armenia ha sido la encargada de preservar y proteger su identidad única. 
En los años 405-406, el futuro político de Armenia parece ser incierto. Con la ayuda del rey de Armenia, Mesrop Mashtots inventó un alfabeto único para adaptarse a las necesidades de la población. Al hacerlo, se inició una nueva Edad de Oro de fortalecimiento de la identidad y pertenencia nacional armenia. 
En el siglo V, el Sah sasánida Yazdegerd II trató de vincular a la cristiana Armenia al resto del imperio mediante la imposición de la religión zoroástrica. Los armenios se rebelaron guiados por Vartan Mamikonian. Yazdegerd envió su enorme ejército a Armenia, donde se enfrentó en la batalla de Avarayr con unos 66.000 rebeldes armenios, en su mayoría campesinos. Mamikonian murió en el campo de batalla provocando el desplome de la moral armenia, sin ninguna posibilidad contra un ejército compuesto por entre 180.000 y 220.000 soldados, incluyendo inmortales y elefantes de guerra.
A pesar de ser una derrota militar, la batalla de Avarayr y la posterior guerra de guerrillas en Armenia finalmente desembocaron en el Tratado de Nvarsak (484), que garantiza la libertad religiosa a los armenios.

## Edad Media

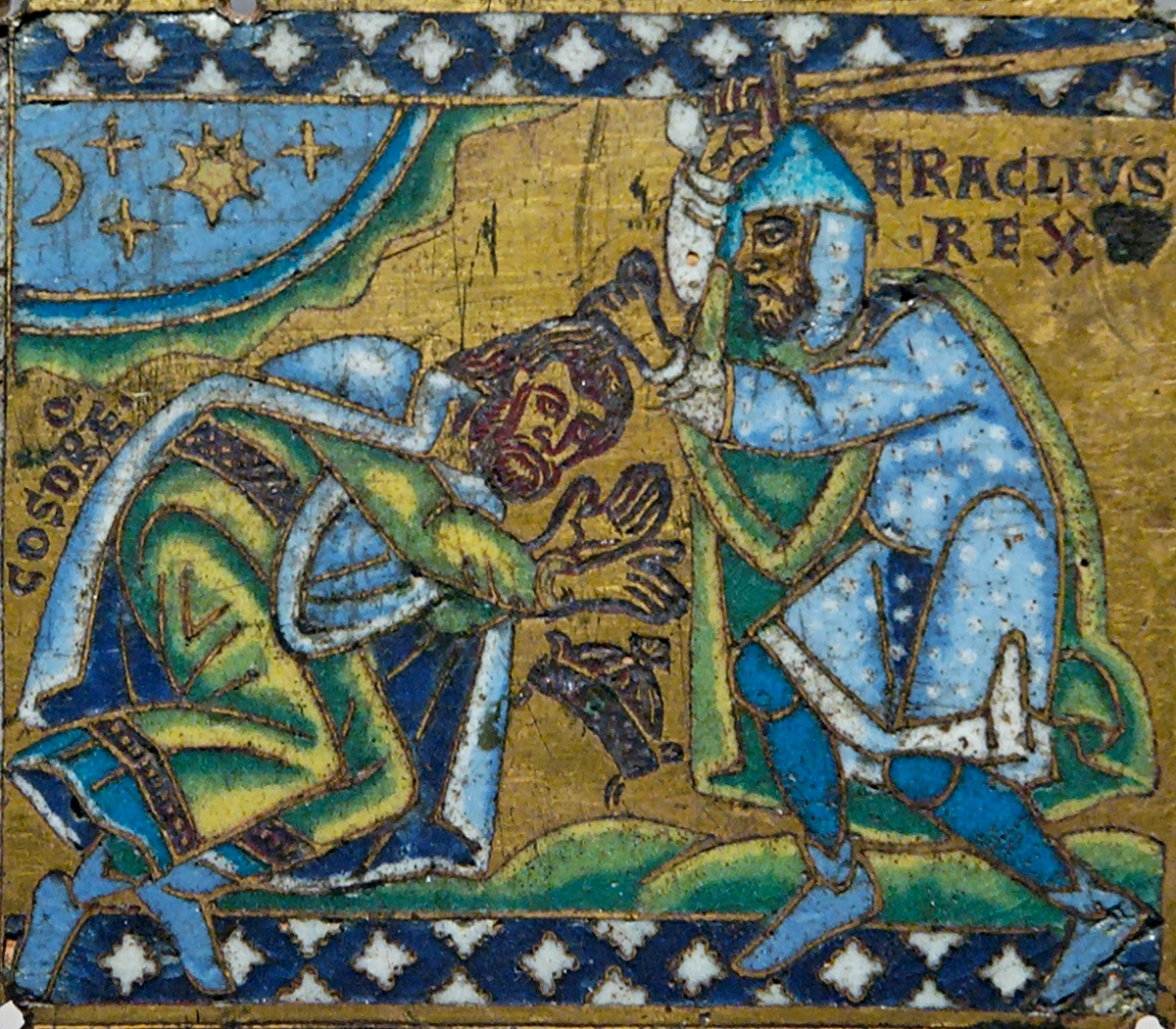
El emperador bizantino de origen armenio Heraclio se somete al sasánida Cosroes II, esmalte procedente de una cruz, 1160-1170.

### Bizancio y Armenia bagrátida
En 591, el gran guerrero y emperador bizantino Mauricio derrotó a los persas y recuperó gran parte del territorio de Armenia para el imperio. La conquista fue completada por el emperador Heraclio en el 629. 
En 645, los ejércitos árabes del Califato atacaron el país, que cayó ante la supremacía militar musulmana. Armenia, que en otros momentos se encontraba bajo control persa y bizantino, pasó en gran medida el poder de los Califas, que establecieron un emirato en la región.
Sin embargo, todavía hay partes de Armenia y un gran número de armenios bajo jurisdicción imperial. Esta población consiguió un tremendo poder en el imperio. El emperador Heraclio (610-641) era de origen armenio, como fue el emperador Filípico (711-713). Sin embargo, el emperador Basilio I, que tomó el trono bizantino en 867, fue el primero de lo que se considera la dinastía armenia, que refleja la influencia de los armenios en el Estado romano oriental. En efecto, si bien existieron muchos grupos lingüísticos y raciales diferentes dentro del Imperio bizantino, sólo a los armenios se les permite mantener una cultura distinta. 

Estandarte de la dinastía Bagrationi.

Evolucionando hacia un reino feudal en el siglo IX, la dinastía Bagrationi llevó a Armenia a una breve renovación cultural, política y económico. La Armenia bagrátida fue reconocida como un reino soberano por las dos grandes potencias de la región: Bagdad en el 885 y Constantinopla en el 886. Ani, la nueva capital de Armenia, fue construida en el apogeo del reino y finalizada en el año 964. Tenía una población aproximada de 200.000 habitantes y se le conocía como la «ciudad de las 1001 iglesias». Con la construcción de Ani, Armenia se convirtió en una nación próspera y poblada, que ejerce influencia política y económica sobre los estados y las naciones circundantes. Sin embargo, Armenia sigue siendo un estado débil, establecido precariamente entre dos imperios rivales, el bizantino y el califato abasí. Su existencia depende de estos dos estados, que utilizan la Armenia bagrátida como un «estado de amortiguación», y de la propia capacidad de Armenia para ser lo suficientemente fuerte y mantener esta condición.
Aunque la dinastía de los nativos bagrátidas fue fundada bajo circunstancias favorables, el sistema feudal debilitó el país al erosionar la lealtad del pueblo y los nobles al gobierno central. Debilitada internamente, Armenia demostró ser una víctima fácil para los bizantinos, que en 1045 capturaron Ani. Los turcos selyúcidas, liderados por Alp Arslan, a su vez, tomaron la ciudad en 1064.
En 1071, después de la derrota de las fuerzas bizantinas por parte de los turcos selyúcidas en la batalla de Manzikert, los turcos capturaron el resto de la Gran Armenia y gran parte de Anatolia. Había terminado la supremacía cristiana de Armenia para el próximo milenio, con la excepción de un período de finales del siglo XII y principios del XIII, cuando el poder musulmán en la Gran Armenia tiene que enfrentarse con el resurgimiento de monarquía de Georgia. Muchos nobles locales armenios (nakharars) unieron sus esfuerzos con los georgianos, que conducirían a la liberación de varias zonas en el norte de Armenia, que fueron regidas, en virtud de la autoridad de la corona de Georgia, por los Zacharids/Mkhargrdzeli, una destacada familia noble Armeno-georgiana.

### Reino armenio de Cilicia

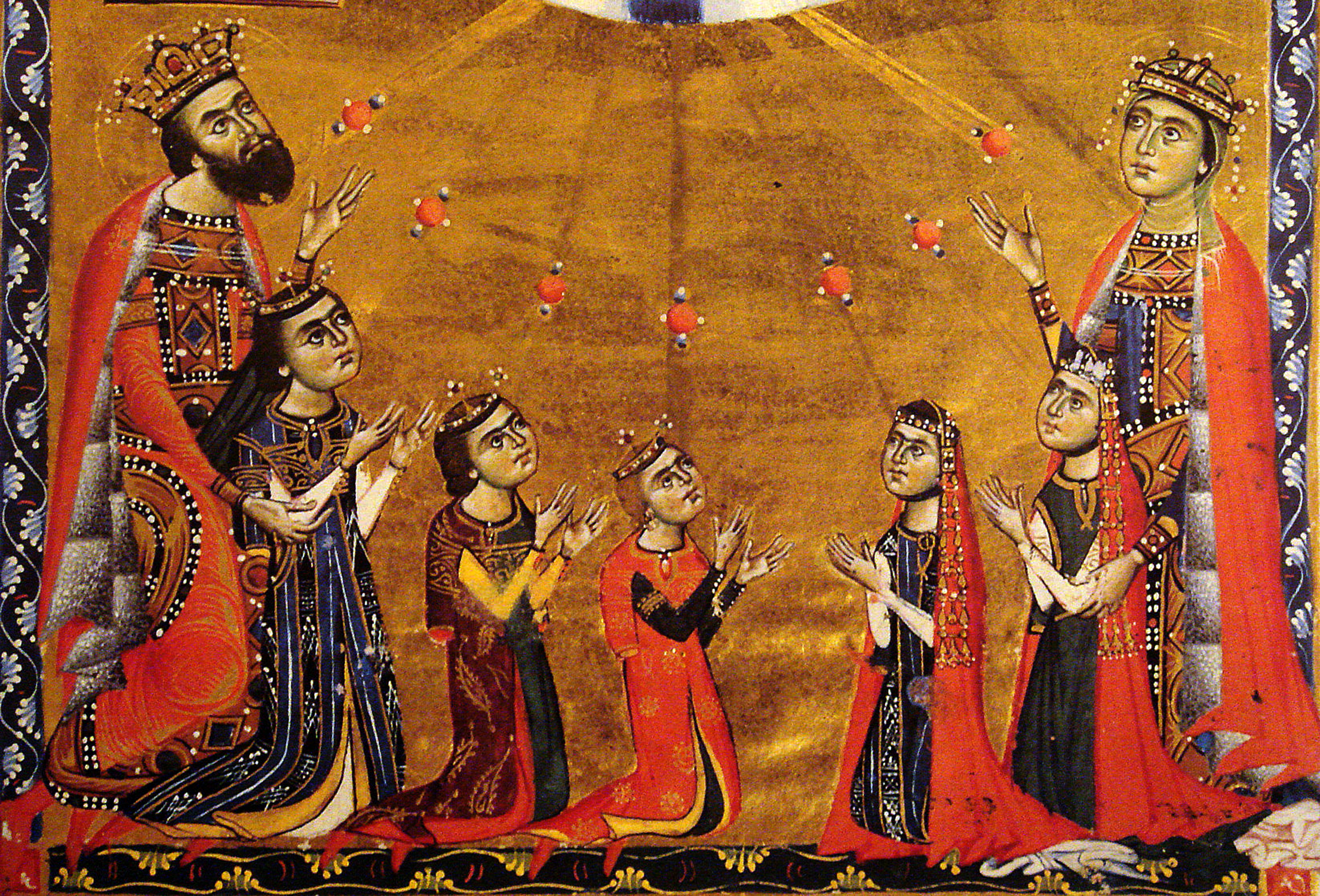
El rey León II de Cilicia con su esposa y sus cinco hijos (1272).

Para escapar de la muerte o la servidumbre a manos de los que habían asesinado a su pariente, Gagik II, rey de Ani, un armenio llamado Roupen, con algunos de sus paisanos entraron en las gargantas de las montañas Taurus y, a continuación, en Tarso de Cilicia. El gobernador bizantino del lugar les dio refugio y así, desde alrededor del 1080 al 1375, el foco de nacionalismo armenio se trasladó al sur, formando el Reino Armenio de Cilicia. 
Después de que los miembros de la primera Cruzada aparecieran en Asia Menor, los armenios mantuvieron una estrecha cooperación con los estados cristianos para que la Cruzada europea triunfase en el sureste de Asia Menor, hasta que fue conquistada por los estados musulmanes. El conde Balduino, quien con el resto de los cruzados fue pasando a través de Asia Menor con destino a Jerusalén, fue recibido como un salvador por Thoros de Edesa, un gobernante armenio de fe ortodoxa griega. Al ser los cruzados hostiles a los selyúcidas y a los bizantinos, los armenios colaboraron con la cruzada. Cuando Thoros fue asesinado, Balduino se convirtió en el primer gobernante del reino cruzado de Edesa. Parece que los armenios eran favorables al gobierno de Balduino y de los cruzados en general, y algunos de ellos combatieron junto a los cristianos en Europa. Cuando se tomó Antioquía (1097), Constantino, hijo de Roupen, recibió de los cruzados el título de barón. 

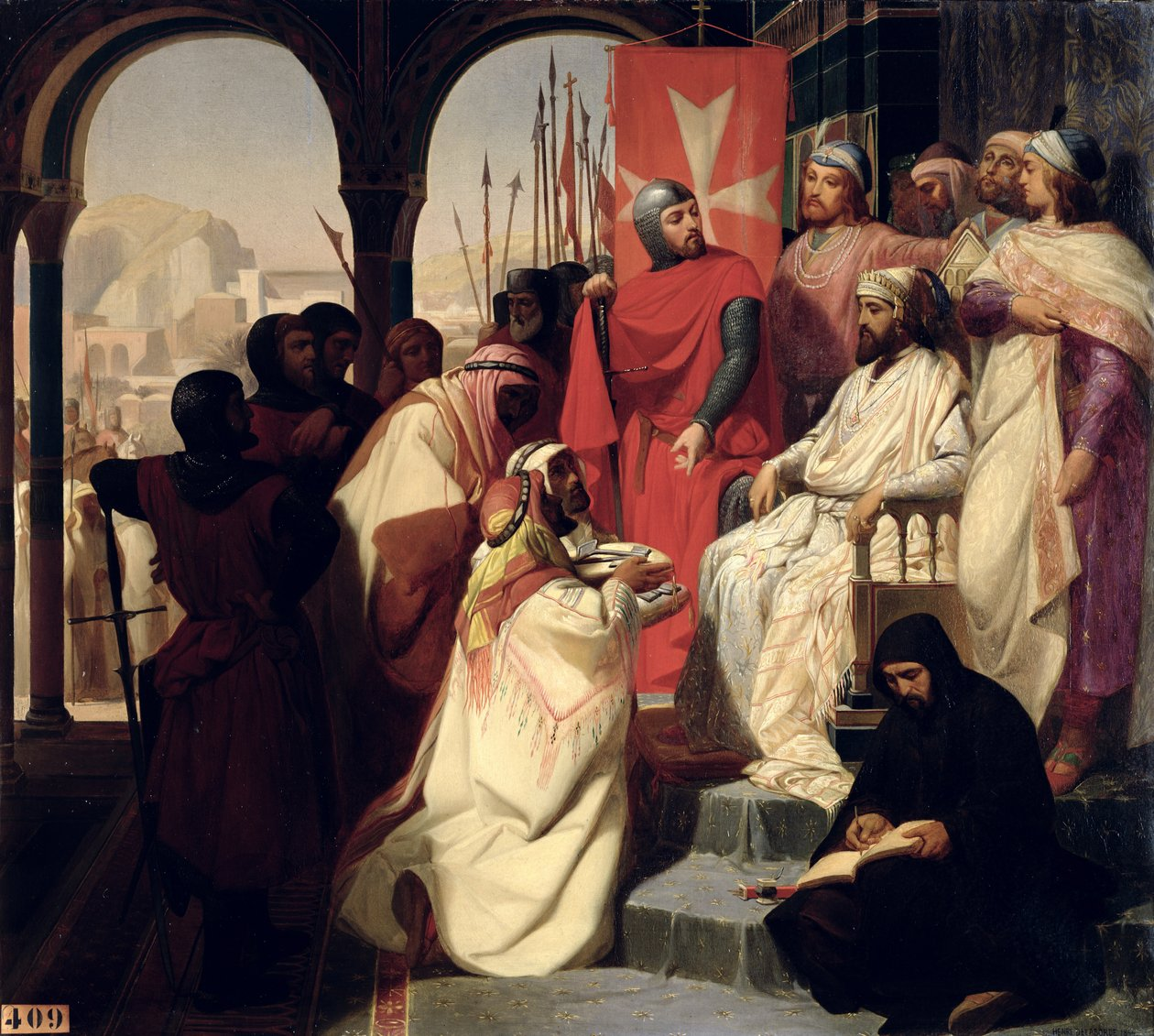
Los caballeros cruzados de San Juan de Jerusalén restauran oficialmente el cristianismo en Armenia (1347). Óleo de Henri Delaborde (1844).

La fallida tercera cruzada y otros eventos dejaron a Cilicia como la única presencia cristiana importante en Oriente medio. Los grandes poderes, como Bizancio, el Sacro Imperio romano, el Papado, e incluso el Califato abasí compitieron por ganar influencia en el estado y se apresuraron por ser los primeros en reconocer a Leo II, príncipe de Armenia menor, como el legítimo rey. Como resultado de ello, se le otorgó una corona tanto por parte del Sacro Imperio como de Bizancio. Los representantes de toda la cristiandad y una serie de estados musulmanes asistieron a la coronación, lo que subraya la importancia de que el estado de Cilicia había ganado con el tiempo.
La autoridad armenia permaneció en contacto con los cruzados, que contaron con su ayuda en varias cruzadas. Cilicia prosperó significativamente bajo mandato armenio y se convirtió en el último vestigio de la condición de Estado medieval armenio. Cilicia mantuvo siempre una identidad claramente armenia, empezando por los reyes de los reyes, que se coronoban con el nombre de «Rey de Cilicia de los armenios».
En la Armenia menor, la cultura armenia estaba en íntimo contacto con la cultura europea de los cruzados y con la cultura helénica de Cilicia. Como las familias católicas extendieron su influencia sobre Cilicia, el Papa se propuso unir a los armenio al catolicismo. Esta situación dividió el reino entre sus habitantes, unos a favor de los católicos y otros pro Iglesia apostólica. 
La soberanía de Armenia duró hasta el año 1375, cuando los mamelucos de Egipto, beneficiándose de la inestabilidad política en la Armenia Menor, la invadieron y destruyeron.

## Período Temprano Moderno

La Armenia persa entre los años 387 y 591.

### Armenia Oriental

#### Imperio Safávida
Debido a su importancia estratégica, el territorio de Armenia fue muy disputado y pasó constantemente entre el dominio persa y otomano. Durante las guerras turco-persas, entre 1513 y 1737, Ereván, cambió de manos catorce veces . 
En 1604, el shah Abbas I llevó a cabo una campaña de tierra quemada contra los otomanos en el valle de Ararat. El antiguo pueblo armenio de Julfa, en la provincia de Najicheván, fue tomado a comienzos de la invasión. Desde allí Abbas envió a su ejército a través de la llanura siguiendo una cuidadosa estrategia que le permitía avanzar en retirada cuando la ocasión lo exigía, pues estaba decidido a no arriesgar su empresa en una confrontación directa con las poderosas fuerzas enemigas. 
Durante el asedio de Kars, el shah se enteró de la llegada de un gran ejército otomano, al mando de Djghazadé Sinan Pasha. Dio la orden de retirada, pero para negar el enemigo la posibilidad de reabastecimiento propio, ordenó la destrucción de la mayor parte de las ciudades y granjas armenias de la llanura. Además, ordenó que la población armenia se retirase con el ejército persa. Más de 300.000 personas fueron congregadas a la orilla del río Aras. Los que trataron de resistirse a la deportación en masa fueron ejecutados en el acto. El shah había ordenado la destrucción del único puente, de modo que los exiliados forzosos se vieron obligados a cruzar las aguas a nado, donde murieron una gran cantidad de ellos ahogados o arrastrados por las corrientes, antes de llegar a la ribera opuesta. Esto fue sólo el comienzo de su calvario. Un testigo ocular, el padre de Guyan, describe la difícil situación de los refugiados de este modo:

«No fue sólo el frío invernal el que causaba la tortura y la muerte a los deportados. El mayor sufrimiento vino de hambre. Las disposiciones que los deportados habían traído con ellos pronto se consumen... Los niños estaban llorando pidiendo alimentos o leche, ninguno de los cuales existían, debido a que cada mujer tenía los senos hasta secos de hambre... Muchas mujeres, hambrientas y agotadas, dejarían a sus niños hambrientos en la orilla de la carretera, y seguirían su camino tortuoso. Algunos van a los bosques cercanos en busca de algo para comer. Por lo general, no regresan. Muchas veces los cadáveres de los que murieron, sirven como alimento para los vivos.»

Incapaz de mantener su ejército en la llanura desolada, Sinan Pasha fue obligado a invernar en Van. Los ejércitos que envió en la búsqueda del shah en 1605 fueron derrotados, y en 1606 Abbas había recuperado todo el territorio que perdió frente a los turcos a principios de su reinado. La táctica de tierra quemada había funcionado, aunque a un coste terrible para el pueblo armenio. De los 300.000 deportados se calcula que menos de la mitad sobrevivió a la marcha de Isfahán. En los territorios conquistados Abbas estableció el kanato de Ereván, un principado musulmán bajo el dominio del Imperio safávida. Los armenios formaron menos del 20% de su población, como resultado de la deportación de gran parte de la población armenia de Ararat el valle y la región circundante en 1605.

### Imperio ruso

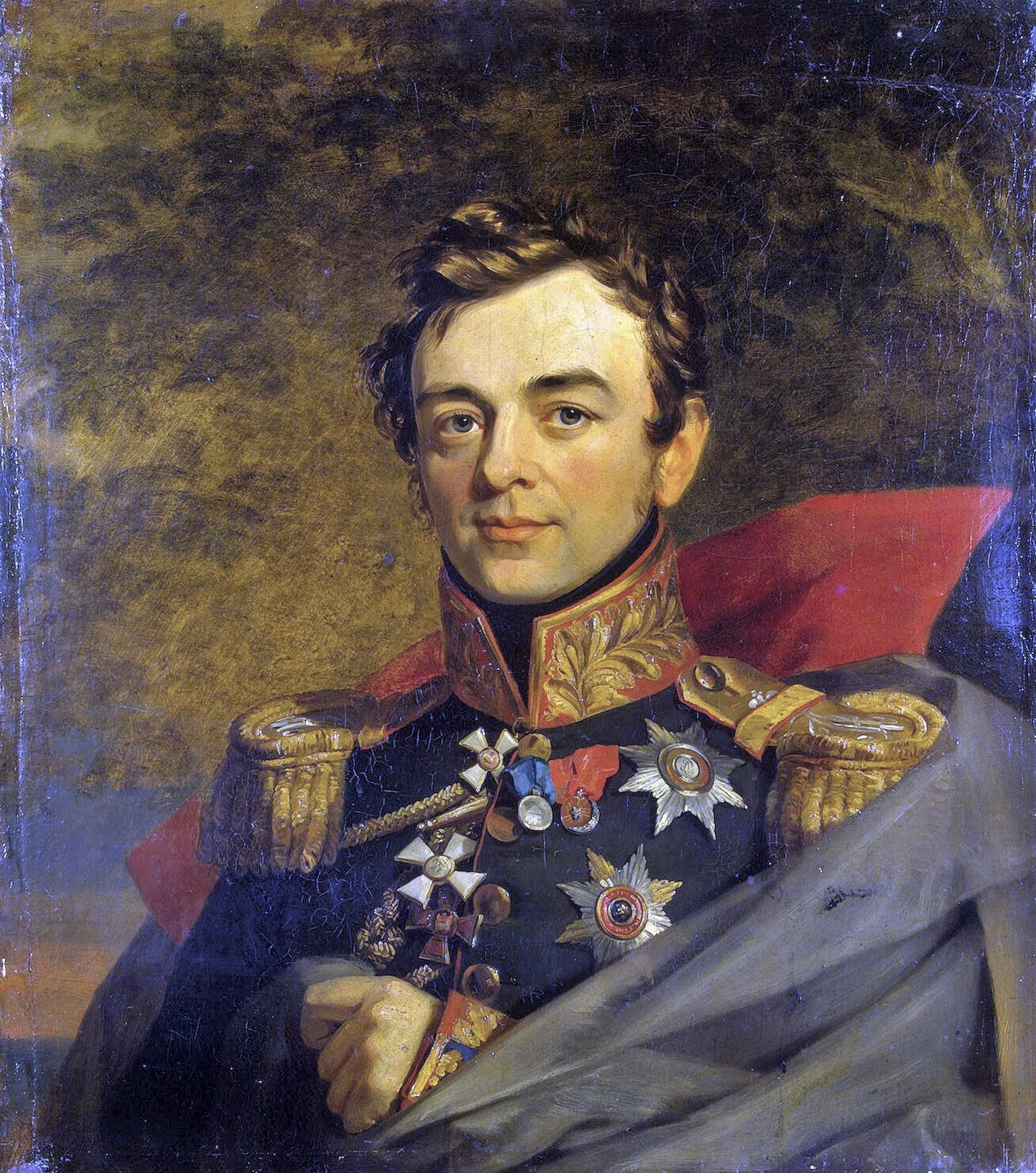
Ivan Paskevich, gobernador ruso de Armenia.

A raíz de la guerra Ruso-Persa (1826-1828), territorios de la Armenia histórica, bajo control persa, centrados en Ereván y el lago Sevan, se incorporaron a Rusia. En virtud de la ley de Rusia, el área que corresponde aproximadamente al territorio armenio de los tiempos modernos se llamó "provincia de Ereván". Los súbditos armenios del Imperio ruso vivieron en una relativa seguridad, en comparación con sus parientes otomanos, aunque los enfrentamientos con los tártaros y los kurdos eran frecuentes hasta principios del siglo XX. 
Durante el siglo XIX y principios del XX, los rusos idearon un ambicioso plan para continuar su expansión en la tierra de Armenia, a fin de llegar a las cálidas aguas del Mediterráneo. Esto causó un nuevo conflicto entre los imperios ruso y otomano, que finalmente culminaron en la guerra Ruso-Turca (1828-1829). Como secuelas de la guerra, el Imperio otomano cedió una pequeña parte de la tradicional patria armenia al Imperio ruso. A esta zona se la conoció como Armenia oriental, mientras que la Armenia occidental permaneció bajo soberanía otomana.

### Armenia occidental

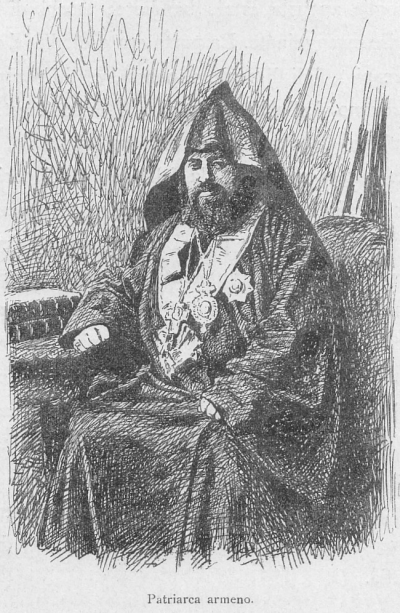
El patriarca Harutyun I de Constantinopla.

Mehmed II conquistó Constantinopla a los bizantinos en 1453, y la convirtió en la capital del Imperio otomano. Mehmed y sus sucesores utilizan los sistemas religiosos de sus nacionalidades súbditas como método de control de la población, por lo que los sultanes otomanos favorecieron el establecimiento de un patriarca armenio en Constantinopla. Los armenios de Constantinopla crecieron en número, y fueron respetados, si no completos, miembros de la sociedad otomana. 
El Imperio otomano gobernó de acuerdo a la ley islámica. Como tal, los "no creyentes", como los cristianos y los judíos, tenían que pagar más impuestos para cumplir con su condición de dhimmi. Mientras que los armenios de Constantinopla se beneficiaron del apoyo del Sultán, los que habitan el territorio histórico de Armenia nunca lo hicieron. Fueron maltratados por los pachás o beys locales y tuvieron que pagar más impuestos, impuestos por las tribus kurdas. Los armenios, junto con otros cristianos otomanos, tuvieron que transferir al Sultán algunos de sus hijos varones sanos, que se convertirían en jenízaros, los feroces guerreros utilizadas durante el Imperio otomano en las campañas de Europa.

### El movimiento de liberación nacional armenio
El movimiento de liberación nacional armenio fue el esfuerzo armenio para liberar a la patria histórica de Armenia oriental de la Transcaucasia y la Asia Menor de los rusos y otomanos y restablecer un estado armenio independiente. El movimiento de liberación nacional de los pueblos balcánicos y la inmediata intervención de las potencias europeas en la cuestión oriental tuvo un poderoso efecto sobre el hasta entonces reprimido movimiento nacional armenio en el Imperio otomano y contribuyó al desarrollo de una ideología de liberación nacional. El movimiento nacional de Armenia, además de sus héroes individuales, es una actividad organizada en torno a tres partes representadas del pueblo armenio, el Partido Social Demócrata Hunchakian, Armenakan y la Federación Revolucionaria Armenia, que fue el más influyente entre los tres. Aquellos armenios que no apoyaron las aspiraciones de liberación nacional o se declararon neutrales fueron denominados chezoks.
En 1839, la situación de los armenios otomanos mejoró ligeramente, después de que Abdul Mejid I llevara a cabo importantes reformas en sus territorios. Sin embargo, sultanes posteriores, como Abdul Hamid II detuvieron las reformas y llevaron a cabo violentas matanzas, ahora conocidas como masacres hamidianas (1894-1896).

## sigloXX

### Genocidio Armenio (1915-1917)
En 1915, el Imperio otomano llevó a cabo sistemáticamente el genocidio armenio, en el cual fueron asesinados 1,5 millones de armenios, y deportados otro medio millón. La limpieza étnica durante los últimos años del Imperio otomano se considera un genocidio, con una ola de masacres en los años 1894 a 1896, que culminó con los sucesos de 1915 a 1923. Con la I Guerra Mundial en curso, los turcos otomanos acusaron a los armenios cristianos de aliarse con la Rusia imperial, y utilizó este pretexto para considerar a toda la población armenia como un enemigo dentro de su imperio. Los acontecimientos de 1915 y 1923 son considerados por los armenios y por la gran mayoría de los historiadores occidentales como asesinatos en masa. Las autoridades turcas, sin embargo, sostienen que las muertes fueron el resultado de una guerra civil, junto con la enfermedad y el hambre, con bajas sufridas por ambas partes. 
El número exacto de muertos es difícil de establecer. Se estima por muchas fuentes que cerca de un millón de armenios perecieron en los campamentos, sin contar las personas muertas en otros lugares. La mayoría de las estimaciones sitúan el número total de muertes entre 300.000 y 800,000. Estos eventos se conmemoran tradicionalmente cada año el 24 de abril, el día del mártir cristiano armenio.

### República Democrática de Armenia (1918-1922)
La llamada República Democrática de Armenia fue el primer estado moderno armenio. Surgió en 1918, con el colapso del Imperio ruso tras la Revolución rusa de 1917 y después de la disolución de la República Federativa Democrática Transcaucásica. La nueva república limitaba con la República Democrática de Georgia al norte, con la República Democrática de Azerbaiyán al este, el Imperio persa al sur, y el Imperio otomano al oeste. Eventualmente, la nación estuvo en guerra con todos sus vecinos, excepto Persia, producto de conflictos limítrofes. Estos conflictos significaron la pérdida del 50% de su territorio inicial. La Primera República Armenia dejó de existir en noviembre de 1920, cuando fue invadida por el ejército soviético.

### Armenia en la Unión Soviética (1922-1991)

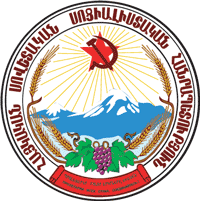
Escudo de Armas de la República Socialista Soviética de Armenia.

La República Socialista Federativa Soviética de Transcaucasia se disolvió en 1936, y tuvo como consecuencia que Armenia se convirtiera en una república de la Unión Soviética con el nombre de República Socialista Soviética de Armenia. 
La transición hacia el comunismo fue difícil para Armenia, y para la mayoría de las otras repúblicas de la Unión Soviética. Las autoridades soviéticas habían puesto a los armenios bajo estricta vigilancia. Casi no existía la libertad de expresión, menos aún durante el gobierno de Iósif Stalin. Cualquier individuo que era sospechoso en la utilización o la introducción de la retórica o elementos nacionalista en sus obras eran etiquetados o propangandistas traidores, fueron enviados a Siberia durante el imperio estalinista. Incluso Zabel Yessayán, un escritor que tuvo la suerte de escapar de la limpieza étnica durante el genocidio armenio, fue rápidamente exiliados a Siberia después de volver a su patria desde Francia.
La Armenia Soviética participó en la Segunda Guerra Mundial con el envío de cientos de miles de soldados a la primera línea con el fin de defender la "patria soviética". El Imperio soviético también tuvo algunos aspectos positivos. Armenia, una nación que se encontraba bajo dominación extranjera durante cientos de años, y no estaba listo para ser un estado independiente compartiendo sus fronteras con un estado Turco hostil entre sus vecinos, se mantuvo bajo control soviético y poniendo bajo su protección a esta República Soviética gracias a la Cortina de Hierro debido a la hostilidad de la Turquía kemalista.
Armenia también se convirtió en un gran beneficiario de la economía soviética, en especial cuando esta estaba en su ápice. Las aldeas provinciales gradualmente se convirtió en ciudades y pueblos que poco a poco se convirtieron en ciudades. también la paz entre Armenia y Azerbaiyán llegó, aunque sea temporalmente. Durante este tiempo, en Armenia había una importante minoría azerí, en su mayoría concentradas en Ereván. Asimismo, Azerbaiyán tenía una población de minoría armenia, concentrados en Bakú, Kirovabad, y Nagorno-Karabaj. Este cambio demográfico fue progresando dramáticamente durante y después de la guerra de Nagorno-Karabaj.
Muchos armenios tenía aún sentimientos nacionalistas, a pesar de que sería muy peligroso expresarlas públicamente. El 24 de abril de 1965, decenas de miles de armenios que inundaron las calles de Ereván para recordar al mundo los horrores que sus padres y abuelos habían soportado durante el genocidio armenio de 1915. Esta fue la primera manifestación pública, de tan alto número convocado en la URSS, que defendía los intereses colectivo nacionales en un lugar. 
A finales del decenio de 1980, Armenia fue víctima de la contaminación. 
Durante el gobierno de Mijaíl Gorbachov, con la introducción del glásnost y la perestroika, las manifestaciones públicas se hicieron más comunes. Miles de armenios en Ereván demostraron la incapacidad para hacer frente a simples preocupaciones ecológicas a causa de la URSS. Más tarde, con el conflicto de Karabaj, hicieron una de las manifestaciones con más sabor nacionalista. Muchos armenios comenzaron a exigir la condición de Estado.
El 23 de agosto de 1990, fue renombrada como República de Armenia, y permaneció en la URSS hasta la disolución de la Unión Soviética.

### Armenia independiente (1991-hoy)

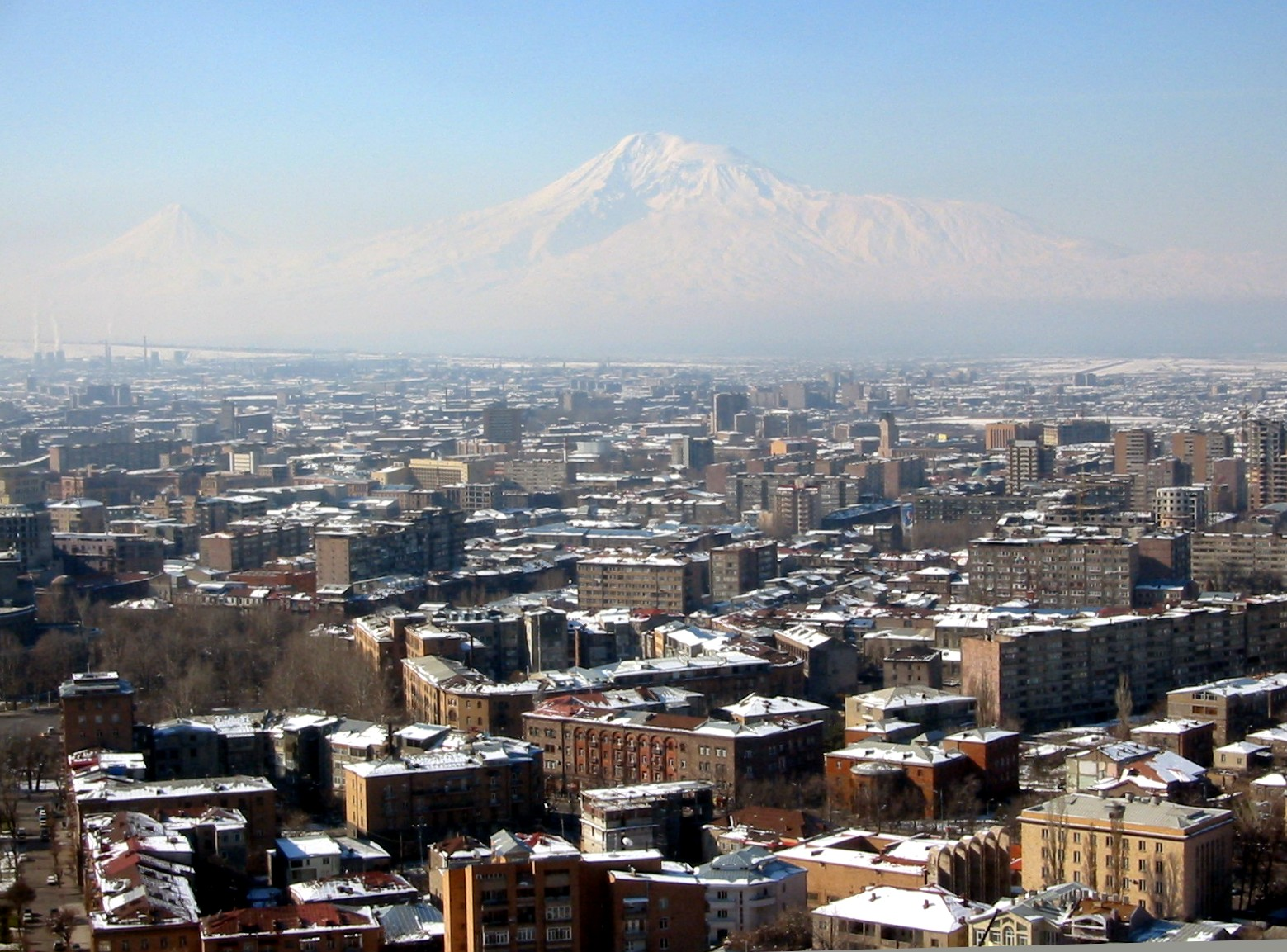
La ciudad de Ereván, con el monte Ararat de fondo.

A raíz del golpe de agosto, se celebró un referéndum sobre la cuestión de la secesión. Después de un voto abrumador a favor, el pleno se declaró la independencia el 21 de septiembre de 1991. Sin embargo, su reconocimiento internacional no tuvo lugar hasta la disolución formal de la Unión Soviética el 25 de diciembre de 1991.
Armenia enfrentaría muchos retos durante sus primeros años como un estado soberano. En 1988, el terremoto de Spitak mató a decenas de miles de personas y destruyó varias ciudades en el norte de Armenia, como Leninakan (moderna de Gyumri) y Spitak. Muchas familias quedaron sin electricidad y agua corriente. La dura situación causada por el terremoto y los acontecimientos posteriores tuvieron como consecuencia que muchos residentes se obligaron a emigrar de su país y establecerse en América del Norte, Europa Occidental o Australia.
Desde el comienzo ha tenido importantes disputas con Azerbaiyán respecto a la independencia del territorio del Alto Karabaj.
El 20 de febrero de 1988, los combates interétnicos entre la población de origen armenio de Nagorno-Karabaj y los azerí estallaron poco después de que el parlamento de la República de Nagorno-Karabaj, un óblast autónomo en Azerbaiyán, votó a favor de unificar la región con Armenia. La guerra de Nagorno-Karabaj enfrentó a los armenios de Nagorno-Karabaj, con el apoyo de Armenia, contra el Ejército de Azerbaiyán. Tras la victoria de Armenia, Azerbaiyán y Turquía cerraron sus fronteras e impusieron un bloqueo que perdura hasta el día de hoy. Estos eventos afectaron gravemente a la economía de la joven república, y cerró sus principales rutas a Europa.
Desde el comienzo ha tenido importantes disputas con Azerbaiyán respecto a la independencia del territorio del Alto Karabaj. Desde 1992, Armenia y su vecino están en trámites de negociaciones de paz con mediación de la Organización para la Seguridad y la Cooperación en Europa (OSCE). Heredera del comunismo soviético, Armenia ha podido llevar a cabo algunos cambios económicos y ha mejorado ostensiblemente sus relaciones con Europa, el Medio Oriente, y los estados de la Comunidad de Estados Independientes.

### Libros
- Chahin, M. 1987. The Kingdom of Armenia. Reprint: Dorset Press, New York. 1991.
- Lang, David Marshall. 1980. Armenia: Cradle of Civilization. 3rd Edition, corrected. George Allen & Unwin. London.
- Luttwak, Edward N. 1976. The Grand Strategy of the Roman Empire: From the First Century A.D. to the Third. Johns Hopkins University Press. Paperback Edition, 1979.
- George A. Bournoutian, A History of the Armenian People, 2 vol. (1994)
- I. M. Diakonoff, The Pre-History of the Armenian People (revised, trans. Lori Jennings), Caravan Books, New York (1984), ISBN 0-88206-039-2.
- M. Chahin, The Kingdom of Armenia (1987, reissued 1991)
- Nicholas Adontz, Armenia in the Period of Justinian: The Political Conditions Based on the Naxarar System, trans. Nina G. Garsoïan (1970)
- George A. Bournoutian, Eastern Armenia in the Last Decades of Persian Rule, 1807–1828: A Political and Socioeconomic Study of the Khanate of Erevan on the Eve of the Russian Conquest (1982)
- Louise Nalbandian, The Armenian Revolutionary Movement: The Development of Armenian Political Parties Through the Nineteenth Century (1963).
- Comprehensive list of historical documents relating to the treatment of Armenians in the Ottoman Empire

### Publicaciones
- The Free Republic of Armenia 1918. Armenian National Committee, San Francisco. [1980].
- "Armenia" en la Catholic Encyclopedia, (http://www.newadvent.org/cathen/01736b.htm)
- "The Crusaders through Armenian Eyes" por Robert W. Thomson, from The Crusades from the Perspective of Byzantium and the Muslim World, editado por Angeliki E. Laiou y Roy Parviz Mottahedeh (Dumbarton Oaks, 2001). [www.doaks.org/etexts.html]